# کالاهای خانگی

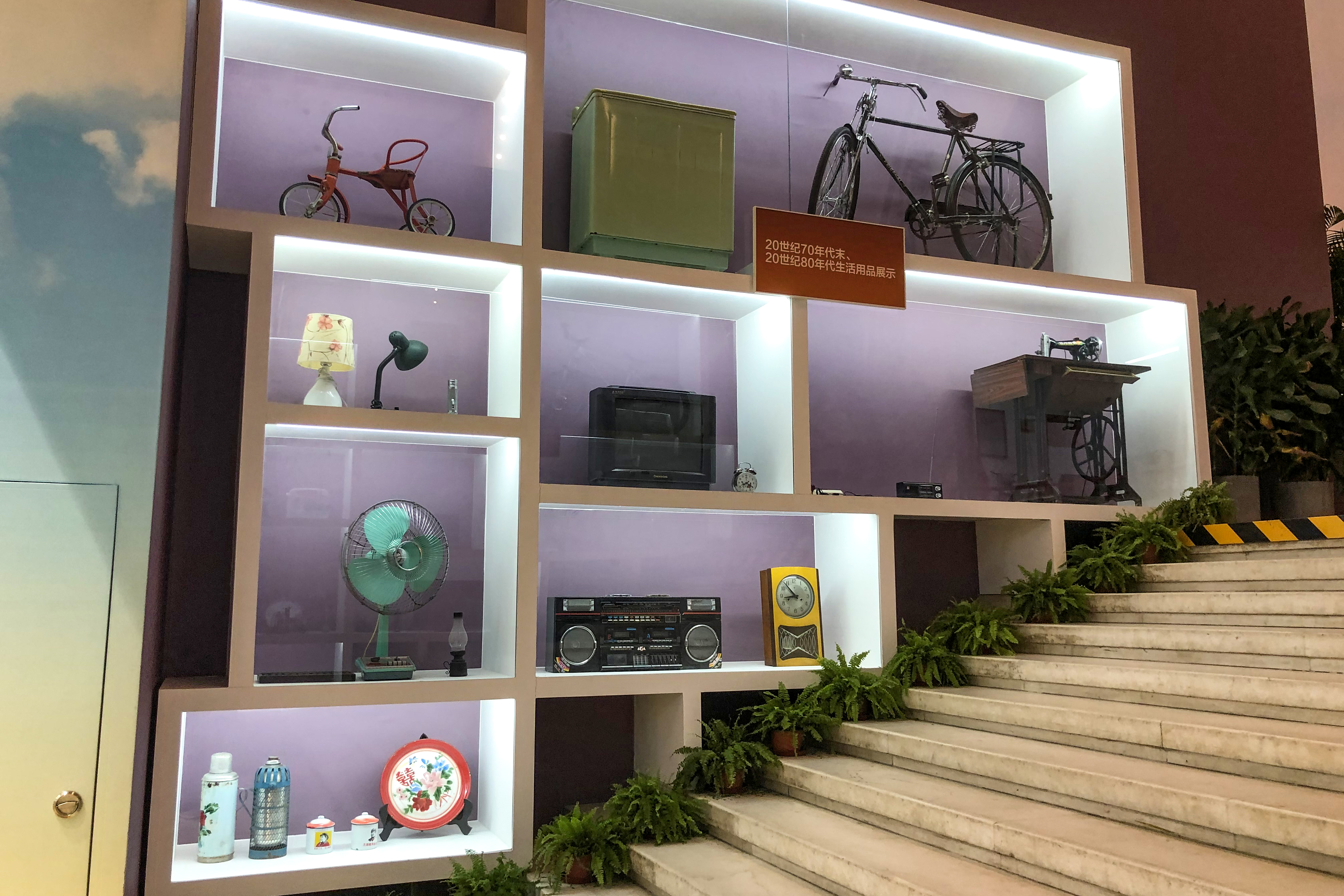
کالاهای خانگی در دهه ۱۹۸۰ در PRC70 Ex

کالاهای خانگی به کالاها و محصولاتی که توسط خانوارها مورد استفاده قرار می‌گیرد و معمولاً در قالب وسایل قابل حمل خانه‌ها، در نشیمن، اتاق ناهارخوری، حمام، آشپزخانه، زیرشیروانی، سرداب یا اتاق خواب مشهود می‌باشند.
نمونه‌هایی از کالاهای خانگی شامل: دستگاه‌های تهویه مطبوع، تختخواب، مخلوط‌کن، قفسه کتابخانه، کابینت، صندلی، کاناپه، میز تحریر، ماشین ظرف‌شویی، یخچال، دستگاه مایکروویو، آینه، چرخ خیاطی، میز، تستر، تلویزیون و جاروبرقی می‌باشد.